# Rajola de Bilbao

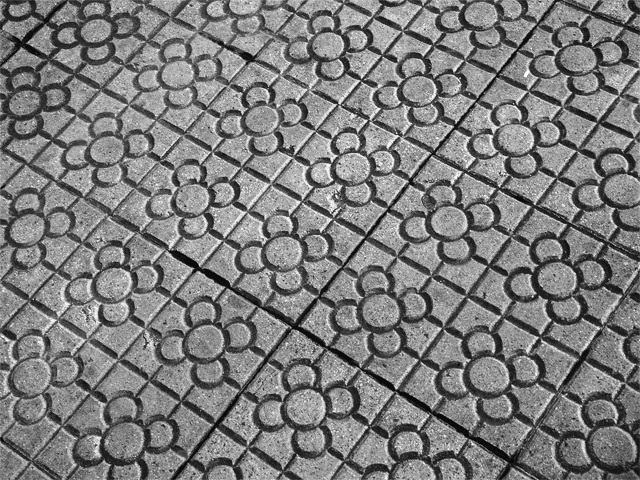
Panot de Bilbao

La rajola de Bilbao és el panot clàssic, de roseta, que s'empre a les voreres de la ciutat basca de Bilbao d'ençà que es va substituir l'antic fet d'asfalt. Originalment fabricada amb formigó i sorra gruixuda i després coberta amb encenall de ferro, en l'actualitat es produeixen amb ciment.
Aquest tipus de rajoles roseta, es caracteritzen pels seus solcs en forma de flor i els quatre canals que desguassen la pluja. El dibuix es repeteix quatre vegades en una rajola quadrada de trenta centímetres de costat. Una rajola moderna incorpora quatre rajoles antigues en una peça.
Va ser ideada en la primera meitat del segle xx, per cobrir les necessitats de poblacions amb un clima plujós com el de Bilbao. El seu disseny original, malgrat tot, prové de Barcelona, de l'anomenat panot de la «flor de Barcelona» (o «rosa de Barcelona»), dissenyada per Josep Puig i Cadafalch per al pati de carruatges de la casa Amatller. A la Ciutat Comtal s'usa en un tipus de panot de ciment hidràulic de 20 x 20 cm, present en nombrosos carrers de la ciutat, sobretot al districte de l'Eixample.
Existeixen moltes altres rajoles similars de tipus roseta, de diferents mides, algunes anteriors al disseny bilbaí. La rajola de Bilbao es va exportar a nombroses ciutats de tot el món, especialment a Espanya, Guinea Equatorial i diversos països d'Amèrica del Sud com Argentina.
Actualment és una imatge molt representativa de la vila de Bilbao, i nombroses vegades és utilitzada com a símbol. Alguns exemples podrien ser cartells festius, articles de regal, records, rebosteria, o els premis "rajola de Bilbao" atorgats anualment per Lan Ekintza.
Segons Tito Aceves, subdirector d'Infraestructures i Manteniment de l'Ajuntament de Bilbao, el consistori bilbaí va començar a fabricar-les en un taller propi entre els anys dècada de 1940 i la dècada de 1950.
Segons Fernando Sáenz de Echenique, professor de l'Institut d'Ensenyament Superior Rekaldeberri, les primeres van fabricar entre la dècada de 1920 i la dècada de 1930 per Eduardo Sáenz Venturini (germà de l'escultor bilbaí Federico Sáenz Venturini), fins a mitjans la dècada de 1930, en la seva fàbrica de pedra artificial de l'avinguda Sant Mamés, seguint la fórmula d'un fabricant valencià del qual era client i amic.
Segons l'empresa Magatzems Robredo, SL, va ser a "La Moderna", fàbrica de mosaics i rajoles hidràuliques fundada l'any 1920 i propietat de Darío Robredo, on es van realitzar les primeres rajoles "tipus Bilbao", tant per la vila com per la seva exportació. Actualment continuen fabricant aquest tipus de rajoles, encara que el consistori realitza contractes per concurs, tasca gestionada actualment per Fhimasa, sent realitzats els lots de rajoles per a la vila per diversos fabricants.